# Großsteingrab Wollschow 4
Das Großsteingrab Wollschow 4 in Wollschow bei Brüssow im Landkreis Uckermark in Brandenburg liegt in einem Waldstück östlich von Wollschow und trägt keine Sprockhoff-Nr. Die Megalithanlage der Trichterbecherkultur (TBK) entstand zwischen 3500 und 2800 v. Chr.

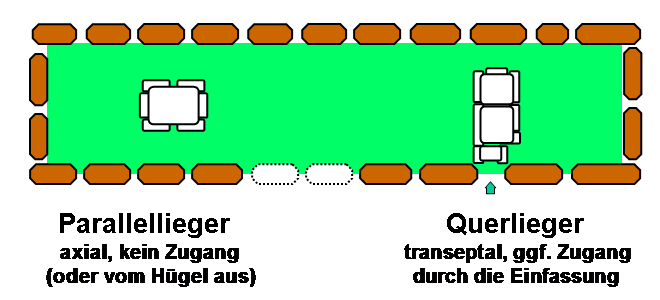
Schema Parallellieger / Querlieger

Wollschow 4 liegt zwischen Wollschow 3 und Wollschow 5, in einer Nordwest-Südost orientierten Linie. Da die Kammerorientierung dieser Linie folgt, handelt es sich um einen Urdolmen oder eine Blockkiste die als Parallellieger im Hünenbett lag. Eventuell haben die drei Anlagen in einem gemeinsamen Hünenbett gelegen, von dem es jedoch keine Spuren gibt. Die Megalithanlage weist noch drei Tragsteine aus Findlingen auf, der vierte fehlt, ebenso der Deckstein. Die Kammergröße beträgt etwa 1,5 × 0,7 Meter.
In der stark zerstörten Nekropole von Wollschow lagen 15 Urdolmen und 28 Steinkisten, die nicht immer eindeutig zu bestimmen waren.